# Sanfilippodytes pacificus
Sanfilippodytes pacificus är en skalbaggsart som först beskrevs av Henry Clinton Fall 1923.  Sanfilippodytes pacificus ingår i släktet Sanfilippodytes och familjen dykare. Inga underarter finns listade i Catalogue of Life.